# 東京科学大学物質理工学院
東京科学大学物質理工学院（とうきょうかがくだいがくぶっしつりこうがくいん）は、東京科学大学の学院。

## 組織
| 物質理工学院 | 学士課程（1年目） | 学士課程（2～4年目） | 大学院課程 |
| 物質理工学院 | 物質理工学院      | 材料系               | 材料系 - 材料コース - エネルギー・情報コース※ - 人間医療科学技術コース※ - 原子核工学コース※ - 物質・情報卓越コース※（博士後期課程のみ）                           |
| 物質理工学院 | 物質理工学院      | 応用化学系           | 応用化学系 - 応用化学コース - エネルギー・情報コース※ - 人間医療科学技術コース※ - 原子核工学コース※ - 地球生命コース※ - 物質・情報卓越コース※（博士後期課程のみ） |